# Bolxeverstovsk
Bolxeverstovsk és un poble de l'óblast d'Irkutsk, a Rússia, que en el cens del 2010 tenia 119 habitants.